# Neko no ko koneko, shishi no ko kojishi
Neko no ko koneko, shishi no ko kojishi (子子子子子子子子子子子子?   «El gatito del niño del gato, el pequeño cachorro del león» o «el hijo del gato es un gatito; el hijo del león, cachorro», escrito actualmente como 猫の子子猫、獅子の子子獅子) es un juego de palabras japonés, planteado originalmente por el Emperador Saga (que gobernó entre 809 y 823) al poeta Ono no Takamura. La historia de este trabalenguas es presentado originalmente en el Uji Shūi Monogatari, escrito a comienzos del siglo XIII. 

## Leyenda
Se reseña que en el Palacio Imperial existía una placa escrita en japonés antiguo del cual nadie no podía leerlo y que decía «無悪善». Así, el emperador pidió de manera insistente a Ono no Takamura que lo leyera, pero éste no quería responder hasta que luego de ser presionado respondió «Saga nakute yokaran». Ono leyó el kanji «悪» (que significa «malo») como «Saga», el nombre del emperador. Ono quiso decir realmente «Donde no hay mal, hay bien», pero el emperador entendió como «Donde no hay Saga, hay bien», lo que causó malestar ya que era una ofensa al emperador, y hasta insinuó que Ono había hecho esa placa a propósito. 
El Emperador Saga retó entonces a Ono que si podía leer cualquier cosa debía descifrar el siguiente escrito y que de lo contrario, sería castigado; el emperador entonces escribió el kanji 子 (que significa «niño») unas doce veces: «子子子子子子子子子子子子», Ono respondió «Neko no ko koneko, shishi no ko kojishi». La respuesta sorprendió al emperador, ya que Ono supo leer una frase coherente con el mismo signo y decidió absolver al poeta del castigo.

## Explicación
Ono había usado cuatro diferentes lecturas para el kanji 子: «ne» es la lectura kun'yomi (lectura de origen japonés) usada en las ramas terrestres (十二支 jūni-shi?,  en chino: dizhi) usada en la Antigua China para medir el tiempo; «ko» es otra lectura kun'yomi, mientras que «shi» es la lectura on'yomi (lectura de origen chino) del tipo go-on (lectura usada en China durante las Dinastías Meridionales y Septentrionales) o kan-on (lectura usada en China durante la Dinastía Tang). Por último, «ji» es una variación del sonido «shi». En cuanto a «no», ésta es una partícula posesiva de origen japonés y no tenía forma escrita en el japonés antiguo, que tenía fuertes raíces chinas, por lo que también podría leerse la frase como neko no ko no koneko, shishi no ko no kojishi.